# 東野町 (春日井市)
東野町（ひがしのちょう）は、愛知県春日井市の地名。

## 地理
春日井市中央部に位置する。北は下原町・東山町、南西は六軒屋町、南東は十三塚町・東野新町に接する。

### 河川
- 八田川[1]
- 生地川[1]

## 歴史

### 人口の変遷
国勢調査による人口および世帯数の推移。
| 1995年（平成7年）  | 1552世帯 5049人 |  |
| 2000年（平成12年） | 1766世帯 5396人 |  |
| 2005年（平成17年） | 1918世帯 5684人 |  |
| 2010年（平成22年） | 2042世帯 5810人 |  |
| 2015年（平成27年） | 2180世帯 5899人 |  |
| 2020年（令和2年）  | 2367世帯 5889人 |  |

## 交通
- 国道19号[1]
- 国道155号[1]

## 施設
- 三ツ叉ふれあい公園[1]
- 落合池[1]
- 落合公園[1]
- 県営松原住宅[1]
- 春日井市立松原中学校[1]
- 春日井市立東野小学校[1]
- 勤労福祉会館[1]
- 八幡社[1]
- 曹洞宗松原院[1]
- 林光院[1]

### WEB
1. ↑  “愛知県春日井市の町丁・字一覧”.   人口統計ラボ. 2021年8月15日閲覧。
2. 1 2  総務省統計局 (2022年2月10日). “令和2年国勢調査の調査結果(e-Stat) - 男女別人口，外国人人口及び世帯数－町丁・字等” (CSV). 2023年8月2日閲覧。
3. ↑  “愛知県春日井市の郵便番号一覧”.   日本郵便. 2023年10月20日閲覧。
4. ↑  “市外局番の一覧” (PDF).   総務省 (2022年3月1日). 2022年3月22日閲覧。
5. ↑  総務省統計局 (2014年3月28日). “平成7年国勢調査の調査結果(e-Stat) - 男女別人口及び世帯数 －町丁・字等” (CSV). 2021年7月20日閲覧。
6. ↑  総務省統計局 (2014年5月30日). “平成12年国勢調査の調査結果(e-Stat) - 男女別人口及び世帯数 －町丁・字等” (CSV). 2021年7月20日閲覧。
7. ↑  総務省統計局 (2014年6月27日). “平成17年国勢調査の調査結果(e-Stat) - 男女別人口及び世帯数 －町丁・字等” (CSV). 2021年7月21日閲覧。
8. ↑  総務省統計局 (2012年1月20日). “平成22年国勢調査の調査結果(e-Stat) - 男女別人口及び世帯数 －町丁・字等” (CSV). 2021年7月21日閲覧。
9. ↑  総務省統計局 (2017年1月27日). “平成27年国勢調査の調査結果(e-Stat) - 男女別人口及び世帯数 －町丁・字等” (CSV). 2021年7月21日閲覧。

### 書籍
1. 1 2 3 4 5 6 7 8 9 10 11 12 13 14 15 16  「角川日本地名大辞典」編纂委員会 1989, p. 1652.